# Myosoma puellare
Myosoma puellare är en stekelart som först beskrevs av Szepligeti 1902.  Myosoma puellare ingår i släktet Myosoma och familjen bracksteklar. Inga underarter finns listade i Catalogue of Life.